# Harmynta
Harmynta (Satureja acinos) är en växtart i familjen kransblommiga växter. 
Harmynta är en vanligen ettårig ört som växer på kalkrika, torra och öppna marker. Den blir vanligen inte mer än 20 centimeter hög. Växtsättet är upprätt, med stjälkar som grenar sig nära basen och korta, ovala blad vars kanter är glest sågtandade. Blommorna är små och blåvioletta i färgen och sitter samlade i glesa kransar runt växtens stjälk.
Dess vetenskapliga artnamn, acinos, kan härledas ur det grekiska ordet akinos som har betydelsen "väldoftande växt" och en aromatisk doft, påminnande något om den hos timjan, är också ett kännetecken för arten. Förr använde man ibland också harmynta som krydda på samma sätt som timjan.

## Externa länkar

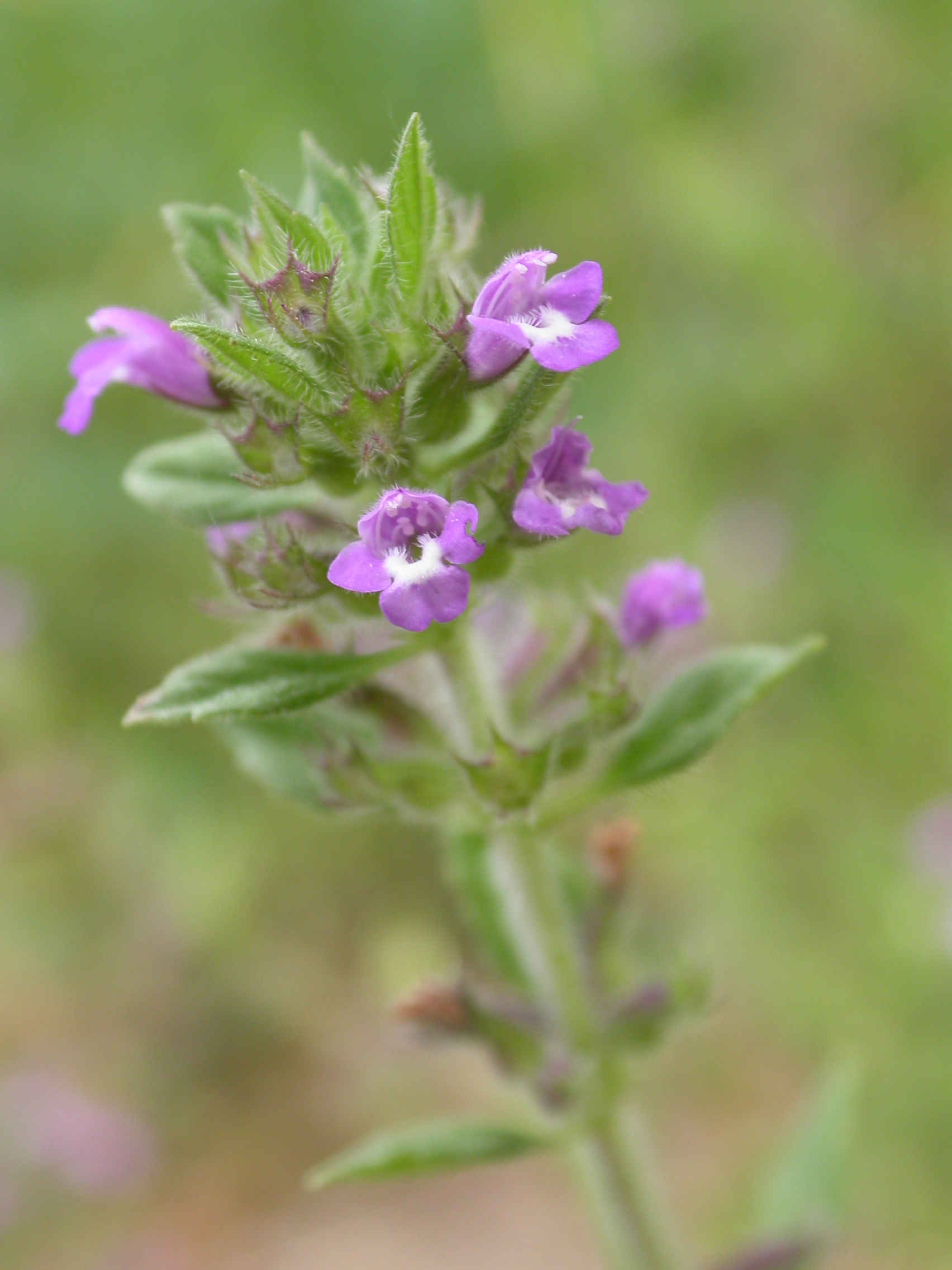